# Ostravská dílčí pánev
Ostravská dílčí pánev (ODP) tvoří společně s petřvaldskou dílčí pánví ostravskou část Ostravsko-karvinské uhelné pánve (OKR), která je součástí české části Hornoslezské uhelné pánve. Ostravskou a petřvaldskou dílčí pánev odděluje michálkovická porucha.

## Litostratigrafické členění Ostravské dílčí pánve
Karbonský útvar s uhelnými slojemi (produktivní nebo uhlonosný karbon) je z hlediska stratigrafického (popis vrstev) tvořen dvěma souvrstvími, a to ostravským a karvinským. Stáří karbonu se odhaduje na 300–350 miliónů let. Dosahuje celkové mocnosti kolem 4 000 m, z čehož připadá 2 800 m na ostravské (starší) souvrství.

## Produktivní (uhlonosný) karbon
Vrstvy produktivního karbonu hornoslezské pánve jsou uvnitř spojnice míst Albrechtičky–Hlučín–Pyskowice–Tarnowskie Góry–Zᶏbkowice–Krzeszowice–Wieliczka. Mezi Wieliczkou a Albrechtičkami produktivní karbon padá pod příkrov vnějšího flyše. Severní okraj příkrovů je v linii  Wieliczka–Woźniki–Andrychów–Mazanowice–Louky–Horní Suchá–Hrabová–Albrechtičky.
Z celé takto vymezené plochy o ploše cca 6 500 km², připadá v ČR kolem 1000 km² území, které říkáme OKR, (kdysi rozděleno na OKR a PTR (Příborsko – Těšínský revír)), včetně průzkumných polí Václavovice, Příbor – západ, východ a sever, Žukov 1 a 2 a Zábřeh (v Ostravě).
Produktivní karbon OKR začíná svrchní vrstvení plochou Štúrova mořského patra. Název produktivní karbon není tedy u nás synonymem pro svrchní karbon, protože ten začíná pod Štúrovým mořským patrem, u kyjovického obzoru Kyjovických vrstev.

## Ostravské souvrství a jeho členění
Ostravské souvrství začíná jako litostratigrafická jednotka svrchní vrstvení plochou Štúrova mořského patra a končí u spodní plochy prvého slepence až pískovce smývajícího sloj Prokop nebo jalovinu v jejím okolí. Dělíme je odspodu vzhůru na pět litostratigrafických jednotek-vrstvy petřkovické (spodní a vrchní), hrušovské (spodní a vrchní), jaklovecké, porubské a vrstvy sloje Prokop, (vrstvy petřkovické-porubské patří do Namuru A, vrstvy sloje Prokop patří již do Namuru B. Mezi vrstvy hrušovské a jaklovecké se klade hranice spodního a svrchního ostravského souvrství. Provozně začíná ostravské souvrství v počvě sloje Fany cca 115 m nad Štúrovým mořským patrem a končí ve svrchní ploše Gaeblerova mořského patra.
Uvedená pouze petrografie a uhlonosnost.
Petrografie:
1. Slepence – nemají valouny větší než 10 cm. Valounovým materiálem slepenců je z 80–90 % mléčný křemen, zbytek jsou černé lydity, kvarcity a grafitické nebo chloriticko-sericitické fylity.
2. Pískovce – tvoří 40–60 % všech vrstev ostravského souvrství, jsou většinou jemnozrnné (až 65 % křemene, až 15 % živců, kvarcitové a jiné úlomky, až 30 % jílovito-karbonátové hmoty).
3. Karbonátové pískovce – mají kolem 10 % karbonátů, většinou pelitomorfních a na tmel vázaných. Z výše uvedených 10 % je zastoupen asi z 60 % dolomit, z 30 % ankerit a jen z 10 % kalcit.
4. Prachovce – mají 15–20 % slíd, 15–20 % křemene a nad 50 % jílových minerálů. Mořské sedimenty jsou bohaté na illit, sladkovodní na kaolinit.
5. Brouskovité horniny – jsou nejčastěji světle hnědošedé nebo světle žlutošedé prachovce až jílovce celistvého vzhledu a lasturnatého lomu, často s rozmanitým zvrstvením černě zvýrazněným jemným nánosem rostlinné drtě.
6. Pelosiderity – jsou hlavně v mořských jílovcích a to nejčastěji jako kokrece, méně jako pásky. V uhlí jsou jako proplástky, výjimečně znemožňují svým množstvím a tvrdostí dobývání sloje (toto je známo například z dolu Hubert, sloj Otakar).

Uhlonosnost:
Při mocnosti 2 800 m na západě OKR obsahuje ostravské souvrství kolem 100 slojí, které byly průběžně nebo místně rubány a celková mocnost uhlí se pohybovala kolem 63,5 m (bez téměř 3 m mocné sloje Prokop). Téměř 53 % rubaných slojí mělo mocnost 0,5–0,7 m a téměř 22 % rubaných slojí mělo mocnost 0,7–0,9 m.
Absolutní uhlonosnou na západě OKR je (byla) 3,6 % pro sloje od mocnosti 5 cm výše, relativní 2,6 % (sloje mocnější než 0,4 m).
Údaje o uhlonosnosti mají pouze informativní charakter, neboť uhlonosnou se mění od místa k místu ve shodě s nepravidelností v plošném i časovém vývoji cyklů.

### Petřkovické vrstvy
Horní hranice petřkovických vrstev je litostratigraficky i provozně stejná (svrchní plocha hlavního brousku), oproti tomu spodní hranice je pouze litostratigrafická (Štúrovo mořské patro), protože provozně začínají petřkovické vrstvy až první dobývanou slojí OKR – Fany. Petřkovické vrstvy lze dělit na spodní a svrchní.
Mocnost a písčitost: mocnost petřkovických vrstev je v průměru 700 m, z toho připadá na spodní 240 m a na svrchní 460 m. Zřetelné je snižování mocnosti směrem na východ a naopak stálost mocnosti v jihojihozápadním směru. Písčitost petřkovických vrstev se odhaduje na 50–60 %. U Ostravy je možné pozorovat nárůst písčitosti obecně směrem k okrajům dílčí pánve.
Uhlonosnost: V petřkovických vrstvách je v OKR cca 30, které byly průběžně nebo místně rubané sloje s mocností dobývaného uhlí kolem 21 m. Absolutní uhlonosnost je v OKR asi 3,3 %, relativní asi 2,5 %.

### Hrušovské vrstvy
Hrušovské vrstvy začínají litostratigraficky i provozně svrchní plochou hlavního brousku a jsou litostratigraficky ukončené svrchní plochou mořského patra sloje Enna, provozně jsou ukončeny v počvě sloje Leopold. Hrušovské vrstvy jsou rozděleny na spodní a svrchní tzv. hrušovskou bezeslojnou partií. Litostratigraficky jsou rozděleny svrchní plochou mořského patra sloje Františka, provozně pak v počvě první rubatelné sloje nad bezeslojnou partií, obvykle to bylo ve sloji Zdeněk. Druhá bezeslojná partie je při horní hranici hrušovských vrstev a zabírá komplex mořského patra sloje Enna.
Mocnost a písčitost: mocnost hrušovských vrstev je v průměru 970 m, z toho spodní 370–440 m a svrchní 530–600 m. Písčitost hrušovských vrstev je asi 50 %.
Uhlonosnost: V hrušovských vrstvách je v OKR zhruba 38, které byly průběžně nebo místně rubané sloje s celkovou dobývanou mocností asi 18 m. Z toho je asi 17 slojí s celkovou mocností dobývaného uhlí kolem 10 m ve spodních hrušovských vrstvách. Absolutní uhlonosnost vrstev v OKR je asi 3,2 %, relativní asi 2,1 %.

### Jaklovecké vrstvy
Jaklovecké vrstvy začínají litostratigraficky svrchní plochou mořského patra sloje Enna a končí svrchní plochou mořského patra sloje Barbora, provozně pak začínají v počvě sloje Leopold nebo jí ekvivalentní a končí počvou sloje Mohutná nebo jí ekvivalentní. Jedná se o první část ostravského souvrství, která byla hornicky otevřena jak v ostravské tak i petřvaldské dílčí pánvi.
Mocnost a písčitost: Mocnost jakloveckých vrstev je v ostravské dílčí pánvi 500–525 m. Písčitost je v OKR kolem 50 %.
Uhlonosnost: V jakloveckých vrstvách je cca 17, které byly průběžně nebo místně rubané sloje s mocností dobývaného uhlí asi 13 m. Absolutní uhlonosnost vrstev v OKR je asi 4,5 %, relativní 3,7 %.

### Porubské vrstvy (Poruba u Orlové)
Porubské vrstvy začínají litostratigraficky ve svrchní ploše mořského patra sloje Barbora, provozně v počvě sloje Mohutná. Jejich litostratigrafická i provozní horní hranice je svrchní plocha Gaeblerova mořského patra, v ostravské dílčí pánvi jsou vrstvy zachovány pouze jako denudační zbytek.
Mocnost: Mocnost porubských vrstev nelze na Ostravsku měřit, jelikož se zachovaly pouze v denudačních zbytcích, ovšem podle mocnosti v okolí Orlové a hlubinných vrtů na Karvinsku, lze odvodit, že mocnost na ostravsku byla kolem 850 m.
Uhlonosnost: V porubských vrstvách je v OKR asi 16, které byly průběžně nebo místně rubané sloje (na Ostravsku asi 11) s mocností rubaného uhlí asi 11,5 m. Absolutní uhlonosnost porubských vrstev je asi 3,5 %, relativní 2,2 %.